# 阿龍·凱恩斯
阿龍·凱恩斯（英語：Alun Cairns，1970年7月30日—）是一位威爾斯政治人物，他的黨籍是保守黨。自2010年開始，他擔任格拉摩根谷選區選出的英國下議院議員。在當選國會議員之前，他曾在銀行工作。